# Galié
Galié (em occitano:  Galièr) é uma comuna francesa na região administrativa da Occitânia, no departamento do Alto Garona. Estende-se por uma área de 2.86 km², com 79 habitantes, segundo o censo de 2018, com uma densidade de 28 hab/km².